# Danh sách câu lạc bộ bóng đá ở Azerbaijan
Đây là danh sách các câu lạc bộ bóng đá ở Azerbaijan.

## Giải bóng đá ngoại hạng Azerbaijan 2013-14
| Câu lạc bộ         | Năm thành lập | Chủ tịch        | Huấn luyện viên     | Địa điểm                 |
| ------------------ | ------------- | --------------- | ------------------- | ------------------------ |
| FK Baku            | 1997          | Hafiz Mammadov  | Vacant              | FC Baku's Training Base  |
| FC Inter Baku      | 1997          | Georgi Nikolov  | Kakhaber Tskhadadze | Shafa Stadium            |
| FK Karabakh        | 1951          | Abdulbari Gözal | Gurban Gurbanov     | Tofiq Bahramov Stadium   |
| FK Khazar Lenkoran | 2004          | Mais Mansimov   | Oğuz Çetin          | Lankaran City Stadium    |
| PFC Neftchi Baku   | 1937          | Sadyg Sadygov   | Boyukagha Hajiyev   | Bakcell Arena            |
| AZAL PFK           | 1996          | Zaur Akhundov   | Tarlan Ahmadov      | AZAL Arena               |
| Qäbälä PFC         | 2005          | Tale Heydarov   | Dorinel Munteanu    | Gabala City Stadium      |
| FK Simurq Zaqatala | 2005          | Anar Bakirov    | Vacant              | Zaqatala City Stadium    |
| Sumgayit FK        | 2010          | Kamran Guliyev  | Agil Mammadov       | Mehdi Huseynzade Stadium |
| Araz               | 1967          | Orkhan Jabbarov | Asgar Abdullayev    | Nakhchivan City Stadium  |

## Giải bóng đá hạng nhất quốc gia Azerbaijan 2013-14
| Câu lạc bộ            | Năm thành lập | Chủ tịch         | Huấn luyện viên    | Địa điểm                               |
| --------------------- | ------------- | ---------------- | ------------------ | -------------------------------------- |
| Ağsu FK               | 2012          | Mahir Rustamov   | Rufat Guliyev      | Ağsu City Stadium                      |
| Bakılı PFK            | 1963          | Misir Abilov     | Elman Sultanov     | Shafa Stadium                          |
| Energetik             | 1966          |                  | Sahib Gojaev       | Yashar Mammadzade Stadium              |
| FK Göyazan Qazax      | 1978          |                  | Elkhan Muradov     | Qazakh City Stadium                    |
| Kapaz PFK             | 1959          |                  |                    | Ganja City Stadium                     |
| Lokomotiv-Bilajary FK | 2011          |                  | Ibrahim Uzunca     | FC Baku's Training Base                |
| Qala FK (defunct)     | 2012          |                  |                    | Zirə Olympic Sport Complex Stadium     |
| MOIK Baku             | 1955          | Natig Aliev      | Namig Adilov       | MOIK Stadium                           |
| FK Neftchala          | 2004          | Famil Safiyev    | Bahram Shahguliyev | Nariman Narimanov Stadium              |
| Qaradağ FK            | 2009          | Tahir Mustafayev | Adil Mahmudov      | Lökbatan Olympic Sport Complex Stadium |
| FC Shahdag Qusar      | 1950          | Arastun Niftiev  | Kamran Alibabayev  | Şövkət Orduxanov Stadium               |
| FK Shamkir            | 1954          |                  | Ruslan Abbasov     | Shamkir Olympic Sport Complex Stadium  |
| FC Shusha             | 2009          | Azeri Huseynov   | Nadir Gasymov      | Shafa Stadium (IV field)               |
| PFC Turan Tovuz       | 1992          | Yashar Ibrahimov | Nadir Nabiyev      | Tovuz City Stadium                     |
| Ravan Baku FK         | 2007          | Mushfig Safiyev  | Ramil Aliyev       | Bayil Stadium                          |

## Giải bóng đá nghiệp dư AFFA
- FC Absheron
- FK Masallı
- FK Ganclarbirliyi Sumqayit
- Djidir Shusha
- Spartak Baku
- FC Qarabag Khankendi
- Nidzhat Mashtagi
- Narzan Gadabay
- Femida Bilasuvar
- Kainat Sumqayit
- Kavkaz Belokan
- Mil Beylagan
- Ayulduz Baku
- Bayil Rovers
- Neftchi ISM
- Denizchi XDND
- Adliyya Baku
- Spartak Guba
- Bailov Rovers